# Parque Sempione

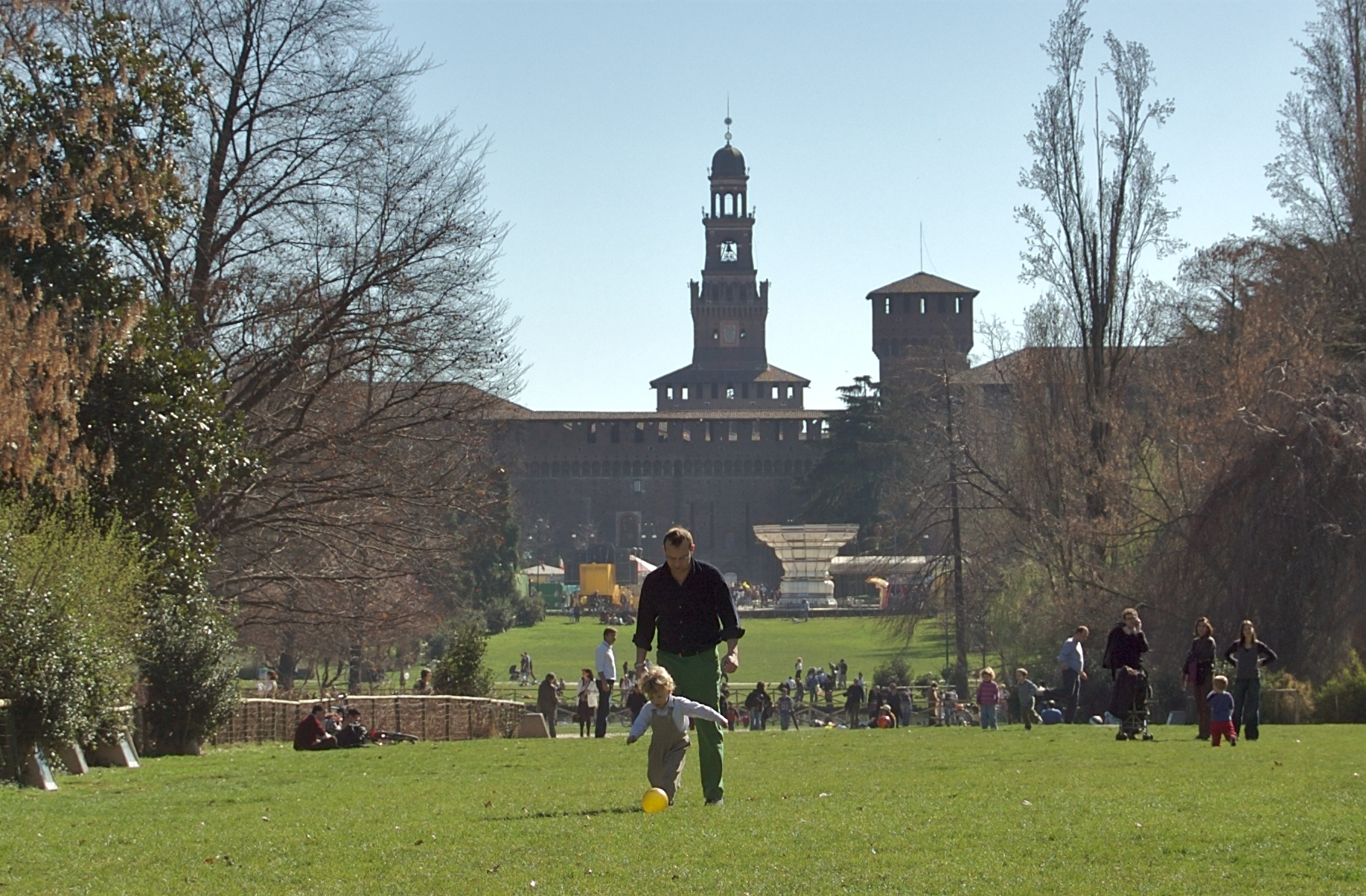
Área verde del parque Sempione, con el Castillo Sforzesco al fondo.

El Parque Sempione (en italiano, Parco Sempione) es un espacio verde urbano de 386.000 m² que se halla en el casco antiguo de la capital lombarda, en Italia, a lado del Castillo Sforzesco. 
El parque fue construido en el 1890 sobre una antigua plaza que usaban como formación militar (piazza d'armi en italiano). El jardín tomó ese nombre en el 1906, al inaugurarse el Túnel del Sempione. Desde el parque sale la carretera que conduce hasta Suiza y el Túnel entre Piamonte y el Cantón del Valais. 
El proyecto del parque fue del arquitecto italiano Emilio Alemagna.

## Flora
En el parque hay muchísimas especies de árboles de todo el mundo: acebo (Ilex aquifolium), catalpa (Catalpa bignonioides), cedro del Atlante (Cedrus atlantica), Cedro del Himalaya (Cedrus deodara) y cedro de incienso (Calocedrus decurrens), hayas (Fagus sylvatica ‘Aspelinifolia’, Fagus ‘Pendula’, Fagus ‘Purpurea’), liquidambar (Liquidambar styraciflua), pino llorón del Himalaya (Pinus wallichiana), pino blanco (Pinus strobus), ginkgo (Ginkgo biloba), castaño de Indias (Aesculus hippocastanum), nogal negro (Juglans nigra), Nogal del Cáucaso (Pterocarya fraxinifolia), álamo negro (Populus nigra ‘Italica’), álamo canadés (Populus x canadensis), encina (Quercus ilex), magnolio (Magnolia grandiflora), aliso común (Alnus glutinosa), paulonia (Paulownia tomentosa), sófora (Sophora japonica). Hay muchos exemplares de roble americano (Quercus rubra), tejo (Taxus baccata), tilos (Tilia americana y Tilia platyphyllos), ciprés de los pantanos (Taxodium distichum) y unas especies de arces (Acer negundo, Acer campestre, Acer pseudoplatanus, Acer platanoides y Acer saccharinum).
Hay unos árboles monumentales: un olmo (Ulmus minor), cerca de la estadua de Napoleón III, un castaño de Indias (Aesculus hippocastanum) cerca del ponte delle sirenette (puente de las sirenitas) y, por su forma, un plátano (Platanus acerifolia) cerca de un pequeño lago.

## Fruición
El parque es muy frecuentado por los milaneses de todas las edades: ahí hay céspedes para relajarse y tomar el sol, espacio con juegos para niños, caminos para todos y rincones románticos.
En este parque se encuentran el Palacio de la Triennale, el Arco de la Paz, la Arena de Milán, el Acuario cívico y la Torre Branca.
Hay además cuatro espacios reservados para los perros, seis quioscos con servicio-bar y, en primavera y verano, toilettes.
En todo el parque hay un servicio gratuito de comunicación inalámbrica para el acceso a Internet gracias al Ayuntamiento de la ciudad de Milán. Hay que cobrar una tarjeta de registro (en italiano, scheda di registrazione per internet) gratúita en lugar apropiados que se hallan en el parque. La tarjeta dura tres horas.